# Лещук Євгенія Степанівна
Євге́нія Степа́нівна Лещу́к (7 вересня 1928, Квасів, нині Горохівського району Волинської області — 28 грудня 2010, Львів) — українська поетеса, громадська діячка. Почесна громадянка Волині (2007).

## Біографія
Євгенія Лещук закінчила лікувальний факультет Львівського медичного інституту. Кандидат медичних наук. Спеціалізувалася в галузі невропатології та нейротоксикології. Лікувала потерпілих від аварії на ЧАЕС.

## Творчість і громадська діяльність
Авторка 19 поетичних збірок, фото-поетичних альбомів «Берестечко. Свята дорога», «Вічність Івана Богуна», трилогії «Мій Храм», книги «Волинський повстанець», за яку нагороджена грамотою Головної булави Всеукраїнського братства ОУН-УПА.
Член Національної спілки письменників України. Почесний академік Універсальної академії, що діє під егідою ООН (в галузі поезії).
Лауреатка кількох міжнародних премій, як-от: Міжнародна премія миру, «Молодь і поезія», «Срібна троянда», Літературна Європремія, Премія імені Василя Стуса.
Євгенія Лещук була головою громадського благодійного фонду «Богун», створеного для увічнення пам'яті козацького полковника Івана Богуна. Брала активну участь у збереженні козацьких могил під Берестечком.
Сприяла відкриттю музею Лесі Українки в Ялті та будинку-музею поетеси в Сан-Ремо (Італія).

## Нагороди
- Орден княгині Ольги ІІІ ступеня (5 листопада 2008) — за значний особистий внесок у розвиток української писемності та мови, вагомі досягнення у професійній діяльності[1]

## Вибрані твори
Збірки поезій
- «Мамині квіти»
- «Дорогою птахів»
- «Мої ластівки»
- «Прибій»
- «Танцюю з вітром»
- «Мамина пісня»
- «Ритми душі» (пісні)
- «Вершина»
- «Срібна троянда»
- «З райдуги букет»
- «За шепотом ялиць»
- «Голубе залишу слово»
- «Мій храм»
- «Пісня для Северина Наливайка»